# Petropàvlovka (Líssie Gori)
|  | Per a altres significats, vegeu «Petropàvlovka». |

Petropàvlovka (en rus: Петропавловка) és un poble de l'óblast de Saràtov, a Rússia, segons el cens del 2010 tenia 128 habitants. Pertany al districte municipal de Líssie Gori.